# Monte Carlo Masters 2008
Il Monte Carlo Masters 2008 è stato un torneo di tennis giocato sulla terra rossa. È stata la 101ª edizione del Monte Carlo Masters, che faceva parte della categoria ATP Masters Series nell'ambito dell'ATP Tour 2008. Si è giocato al Monte Carlo Country Club di Roquebrune-Cap-Martin in Francia vicino a Monte Carlo, dal 19 al 27 aprile 2008.

## Campioni

### Singolare
Rafael Nadal ha battuto in finale  Roger Federer con il punteggio di 7–5, 7–5.

### Doppio
Rafael Nadal /  Tommy Robredo hanno battuto in finale  Mahesh Bhupathi /  Mark Knowles con il punteggio di 6–3, 6–3.